# Laila Lalami

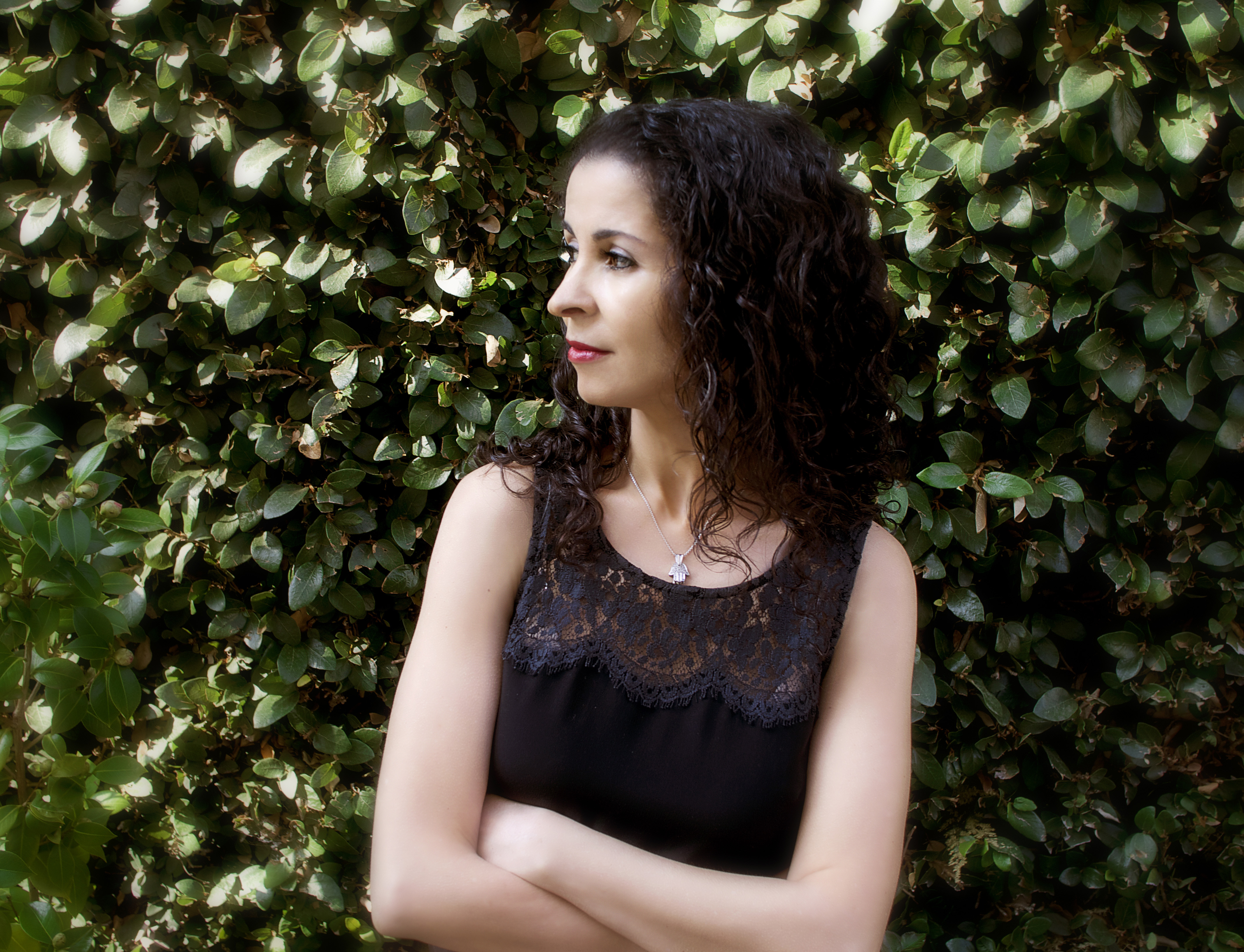
Laila Lalami (2015)

Laila Lalami (arabisch ليلى العلمي, DMG Lailạ̄ l-ʿAlamī, * 1968 in Rabat, Marokko) ist eine marokkanisch-US-amerikanische Schriftstellerin.

## Leben
Laila Lalami studierte Englisch an der Mohammed-V.-Universität in Rabat und konnte mit einem Stipendium des British Council 1990 erfolgreich ein Masterstudium in Linguistik am University College London abschließen. Nach zwei Jahren in ihrer Heimat als Journalistin zog sie 1992 nach Los Angeles, wo sie später in Linguistik an der University of Southern California promovierte.
Als Kultur- und Literaturkritikerin schreibt sie seit 1996 für zahlreiche Zeitungen und Zeitschriften wie den Boston Globe, die Los Angeles Times, die New York Times, The Nation, Harper’s oder das Time Magazine. 
Als Schriftstellerin debütierte sie 1996 mit der Kurzgeschichtensammlung Hope and Other Dangerous Pursuits, die später in sechs Sprachen übersetzt wurde. Mit Secret Son veröffentlichte sie 2009 ihren ersten Roman. Ihren großen Durchbruch feierte sie mit ihrem zweiten Roman The Moor's Account, der Geschichte von Estevanico, dem ersten Afrikaner, der Amerika durchquerte. Das Buch wurde ein großer Kritikererfolg, mit dem American Book Award und dem Arab American Book Award ausgezeichnet und für den Pulitzer-Preis und den Booker Prize nominiert. Auch ihr dritter Roman, The Other Americans, zugleich Kriminalroman und Sozialstudie, wurde ein großer Erfolg und als erster von Lalamis Romanen ins Deutsche übersetzt.
Laila Lalami ist Professorin für Kreatives Schreiben an der University of California, Riverside.

## Werke (Auswahl)
- 2005 Hope and Other Dangerous Pursuits (Kurzgeschichten)
- 2009 Secret Son (Roman)
- 2014 The Moor's Account (Roman)
  - Der verbotene Bericht; dt. von Michaela Grabinger; Kein&Aber-Verlag, Zürich/Berlin 2022. ISBN 978-3-0369-5888-0
- 2019 The Other Americans (Roman)
  - Die Anderen; dt. von Michaela Grabinger; Kein&Aber-Verlag, Zürich/Berlin 2021. ISBN 978-3-0369-5833-0
- 2020 Conditional Citizens: On Belonging in America (Essays)

## Auszeichnungen
- Langum Prizes für historische Prosa 2014 für The Moor´s Account
- Man Booker Prize Longlist 2015 für The Moor´s Account
- American Book Award 2015 für The Moor´s Account
- Arab American Book Award 2015 für The Moor´s Account
- Hurston-Wright Legacy Award 2015 für The Moor´s Account
- Pulitzer-Preis Finalistin 2015 für The Moor´s Account
- Joyce Carol Oates Prize für The Other Americans
- Arab American Book Award for Fiction 2020 für The Other Americans